# Mary Lyon
Mary Mason Lyon (28 de febrer de 1797 – 5 de març de 1849) va ser una pionera americana en l'educació de les dones. Va crear el Wheaton Female Seminary a Norton, Massachusetts, (ara Wheaton College) el 1834. El 1837 va crear el Mount Holyoke Female Seminary (ara Mount Holyoke College) a South Hadley, Massachusetts, i en va ser la primera rectora (president) durant 12 anys. La visió de Mary Lyon fusionava el repte intel·lectual amb el propòsit moral. Va valorar la diversitat socioeconòmica per fer el centre educatiu assequible a estudiants de recursos modestos.

## Vida primerenca
Filla d'una família pagesa de Buckland (Massachusetts), Mary Lyon no va tenir una infantesa fàcil. El seu pare va morir quan ella tenia només cinc anys i tota la família va haver de contribuir per tirar la granja endavant. Sa mare es va tornar a casar quan ella tenia tretze anys, i es va quedar a Buckland per tal de mantenir la casa pel seu germà Aaron, que es va fer càrrec de la granja. Va assistir intermitentment a diverses escoles del districte. Va ser molt afortunada, ja que l'escola de Buckland li va permetre assistir a classe durant tot l'any, tenint en compte que en aquella època la majoria d'escoles a les nenes només els permetien assistir-hi a l'estiu. Com necessitaven els diners, amb només 17 anys ja va començar a ensenyar a les mateixes escoles on havia anat. Els seus modestos començaments van ser els fonaments de la seua implicació al llarg de tota la seua vida per estendre les oportunitats educatives a noies de pocs recursos.
Mary Lyon va poder assistir a dos instituts, a la Sanderson Academy a Ashfield i al Byfield Seminary, a l'est de Massachusetts. A Byfield, es va fer amiga del director, el Rev. Joseph Emerson, i del seu ajudant, Zilpah Polly Grant, i va absorbir l'ètica de Byfield basada en una educació acadèmica rigorosa infosa de compromís cristià. Llavors va ensenyar en diverses acadèmies, incloent Sanderson, en una petita escola que va muntar pel seu compte a Buckland, l'Adams Female Academy, i a l'Ipswich Female Seminary. L'assistència de Mary Lyon a les aleshores noves i populars conferències impartides al laboratori per Amos Eaton va influir en la seva implicació en el moviment de les escoles per a dones (female seminary).
El 1834, Laban Wheaton i la seva jove, Eliza Baylies Chapin Wheaton, es van posar en contacte amb Mary Lyon perquè les ajudés per tal de posar en marxa el Wheaton Female Seminary (ara Wheaton College) a Norton, Massachusetts: va ser aleshores quan va dissenyar el primer currículum que tenia l'objectiu principal d'assegurar la mateixa qualitat que els currículums de les universitats masculines. El Wheaton Female Seminary va obrir el 22 d'abril de 1835, amb 50 estudiants i tres professores. Mary Lyon i Eunice Caldwell, la primera directora, van deixar Wheaton, juntament amb vuit estudiants, per obrir el Mount Holyoke Female Seminary.

## Mount Holyoke College
Durant aquells primers anys, Mary Lyon va anar desenvolupant gradualment la seva visió del Mount Holyoke Female Seminary. El centre educatiu era únic entre els que van ser fundats per a persones de pocs recursos. Va tenir influència especialment del Rev. Joseph Emerson, que el 1822 en el seu llibre Female Education ja defensava que les dones havien de ser entrenades per ser mestres, no sols "per complaure l'altre sexe".
Mount Holyoke va obrir el 1837 i va estar a punt per a la recepció d'alumnes el 8 de novembre de 1837. Mary Lyon es va esforçar per mantenir elevats estàndards acadèmics: posava rigorosos exàmens d'entrada i admetia "noies joves d'edat adulta, i caràcter madur". D'acord amb la seva visió social, va limitar la matrícula a 60$/any, aproximadament una tercera part del que costava a lIpswich Female Seminary, la qual cosa era central en la seva missió per atreure la intel·ligència de totes les classes socials.
Mary Lyon va ser de les primeres a creure en la importància de l'exercici diari per a les dones: demanava a les seues estudiants que caminessin una milla (1,6 km) cada dia després d'esmorzar. Durant els hiverns freds i nevats a New England ho va escurçar a 45 minuts. La calistènia —una mena d'exercici— s'ensenyava als freds passadissos fins que es va habilitar una àrea d'emmagatzematge com a gimnàs.
Per tal de mantenir els costos baixos, Mary Lyon demanava a les estudiants que realitzessin tasques domèstiques. Aquestes tasques incloïen la preparació d'àpats i la neteja de terres i finestres. Emily Dickinson, que va assistir al Seminary el 1847, va tenir la feina de netejar ganivets. Encara que les polítiques de Mary Lyon eren a vegades polèmiques, el seminari aviat va assolir la fita de tenir 200 estudiants.
Mary Lyon es va anticipar al canvi en el paper de les dones i va proporcionar a les seues alumnes una educació que era comprensiva, rigorosa, i innovadora, amb particular èmfasi en les ciències. Es requerien set cursos de ciències i matemàtiques per a la graduació, un requisit inaudit en altres escoles femenines. Va introduir les dones en una manera nova i inusual d'aprendre ciència mitjançant experiments de laboratori que elles mateixes realitzaven. Va organitzar viatges de treball de camp en els quals les estudiants recollien roques, plantes i espècimens per a la feina del laboratori, i inspeccionaven formacions geològiques i petjades de dinosaures descobertes recentment.

## Mort i memòria

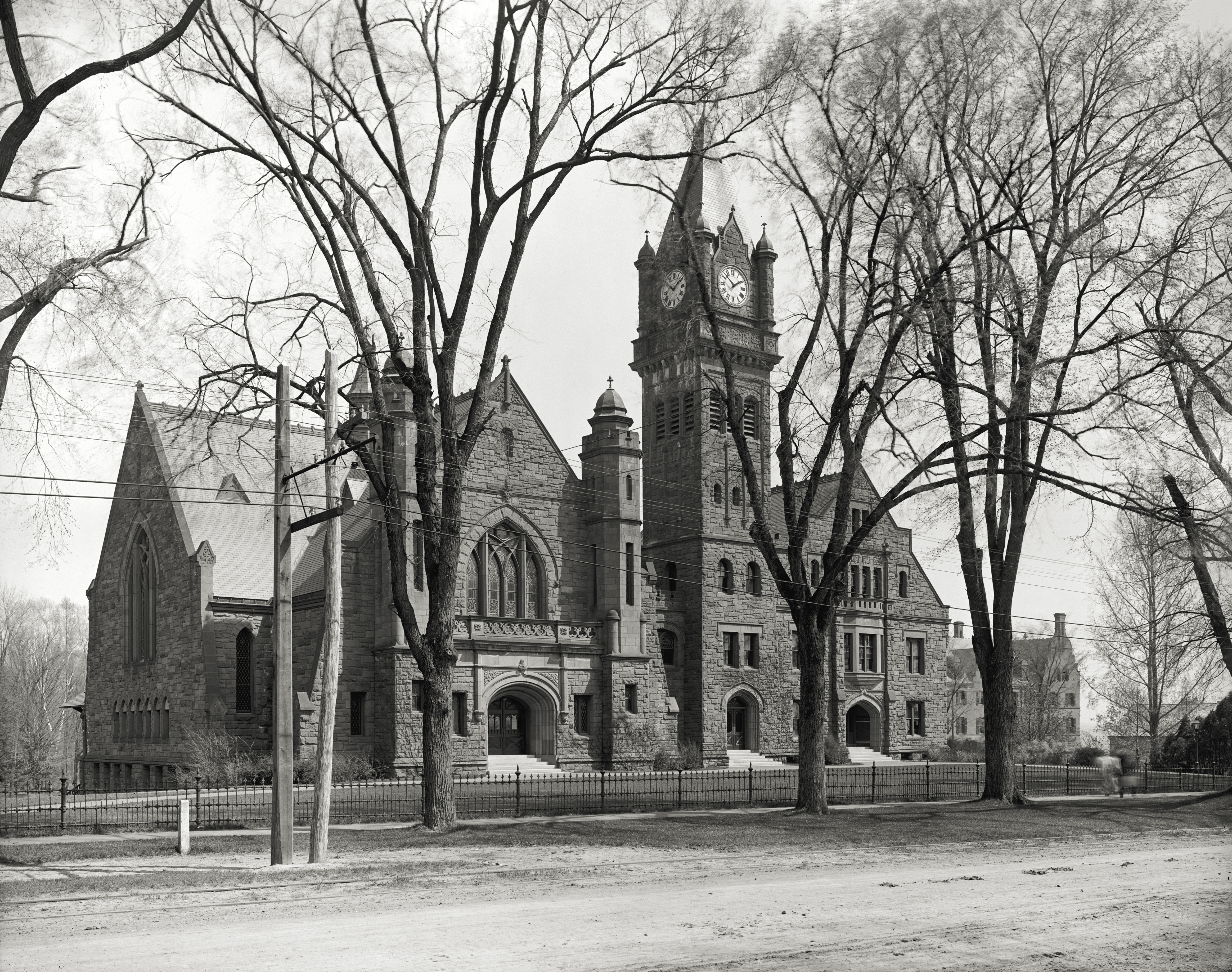
Mary Lyon Hall, Mount Holyoke College, cap el 1908

Mary Lyon va morir d'erisipela (possiblement contreta mentre curava una estudiant malalta) el 5 de març de 1849.
Molts edificis han estat anomenats en el seu honor, incloent el Mary Lyon Hall al Mount Holyoke College, construït el 1897 en el lloc de l'anterior edifici i que alberga oficines universitàries, aules i una capella. L'edifici de l'aula principal del Wheaton Female Seminary, en un principi anomenat New Seminary Hall, va ser rebatejat com Mary Lyon Hall el 1910 i encara té una presència rellevant al campus del Wheaton College.
El 1905, Mary Lyon va ingressar al Hall of Fame for Great Americans al Bronx (Nova York). També és honorada a la National Women's Hall of Fame a Seneca Falls (Nova York).
El 28 de febrer de 1987, el Servei postal dels Estats Units va emetre un segell de correus, dins de la sèrie dedicada a americans il·lustres, que presenta Mary Lyon amb motiu del 150è aniversari del Mount Holyoke.